# NGC 5772
NGC 5772 é uma galáxia espiral (Sb) localizada na direcção da constelação de Boötes. Possui uma declinação de +40° 35' 58" e uma ascensão recta de 14 horas, 51 minutos e 38,9 segundos.
A galáxia NGC 5772 foi descoberta em 12 de Maio de 1828 por John Herschel.